# Vuoto per i bastardi di Pizzofalcone
Vuoto per i bastardi di Pizzofalcone è un romanzo giallo dello scrittore italiano Maurizio De Giovanni del 2018.
Il romanzo è il settimo tra quelli ambientati nel commissariato di Pizzofalcone, ma l'ottavo con protagonista l'ispettore Giuseppe Lojacono.

## Trama
Il commissariato di polizia di Pizzofalcone ricostituito grazie agli "scarti" di altri uffici ha dato prova di essere un efficiente centro investigativo.
Il vicequestore Luigi Palma che vive per il lavoro, ha trovato in Giuseppe Lojacono (allontanato ingiustamente dalla sua Sicilia) il più brillante tra i nuovi ispettori che gli sono toccati. La squadra è completata dal manesco Francesco Romano, dalla giovane e spregiudicata Alessandra Di Nardo e dal raccomandatissimo Marco Aragona.
Della vecchia squadra di Pizzofalcone restano solo l’anziano Giorgio Pisanelli e la quarantenne Ottavia Calabrese, ciascuno con seri problemi familiari. Un gruppo accomunato inizialmente dal fatto di non avere niente da perdere e che si è invece dimostrato una squadra affiatata ed efficace.
Quando il commissariato di Pizzofalcone viene informato della scomparsa di una quarantenne professoressa di letteratura del vicino liceo, iniziano informali indagini. Chiara Fimiani, moglie del brillante e fascinoso industriale-filantropo Baffi, non si è presentata a scuola e risulta irrintracciabile dai colleghi; il marito, contattato con la diplomazia dovuta al rango, non sembra preoccupato giustificando l’assenza della moglie con l’allontanamento volontario dopo un insignificante litigio coniugale di cui peraltro molti sono stati testimoni in un prestigioso circolo nautico.
I mezzi al limite del brutale utilizzati da Elsa, giovane poliziotta torinese temporaneamente a Pizzofalcone, sconvolgono inizialmente l’equilibrio del commissariato ma contribuiscono a scardinare il muro di omertà che ha protetto per anni lucrosi affari illegali. Troppi i soldi di cui Baffi dispone, troppa la carità elargita alle famiglie povere della città, troppi gli indizi della terribile fine toccata a Chiara.  

## Edizioni
- Maurizio De Giovanni, Vuoto per i bastardi di Pizzofalcone, Stile Libero Big, Einaudi, 2018, ISBN 978-88-06-23139-2.